# Kellow John Pye
Kellow John Pye   (Exeter, 9 de febrer de 1812 - Exmouth, 22 de setembre de 1901) fou un compositor musical anglès.
Aparentment va ser el primer alumne de la Royal Academy of Music de Londres quan es va inaugurar el 1823, allà va tenir per professor a Cipriani Potter. Més tard va ser director de l'Acadèmia el 1868 i també va ser un bon músic. Entre les seves obres instrumentals hi ha Tres melodies per a flauta i piano i a més diverses obres corals i música religiosa. Les seves obres es recomanen per la modernitat i perfecció de tècnica i d'estil.